# Boeing Field
Boeing Field (IATA: BFI, ICAO: KBFI, FAA LID: BFI) este un aeroport din Washington, Statele Unite ale Americii ce deservește zona Seattle. Aeroportul a fost tranzitat în 2019 de 61.136 de pasageri. A fost deschis în 1928.
Situat la o altitudine de 6 m, aeroportul dispune de 2 piste.

## Infrastructură

### Piste
Aeroportul dispune de 2 piste. Pista 14L/32R are suprafața de asfalt și dimensiunile 3.709 picioare × 100 picioare. Pista 14R/32L are suprafața de asfalt și dimensiunile 10.007 picioare × 200 picioare. 